# Авиационные происшествия Аэрофлота 1951 года

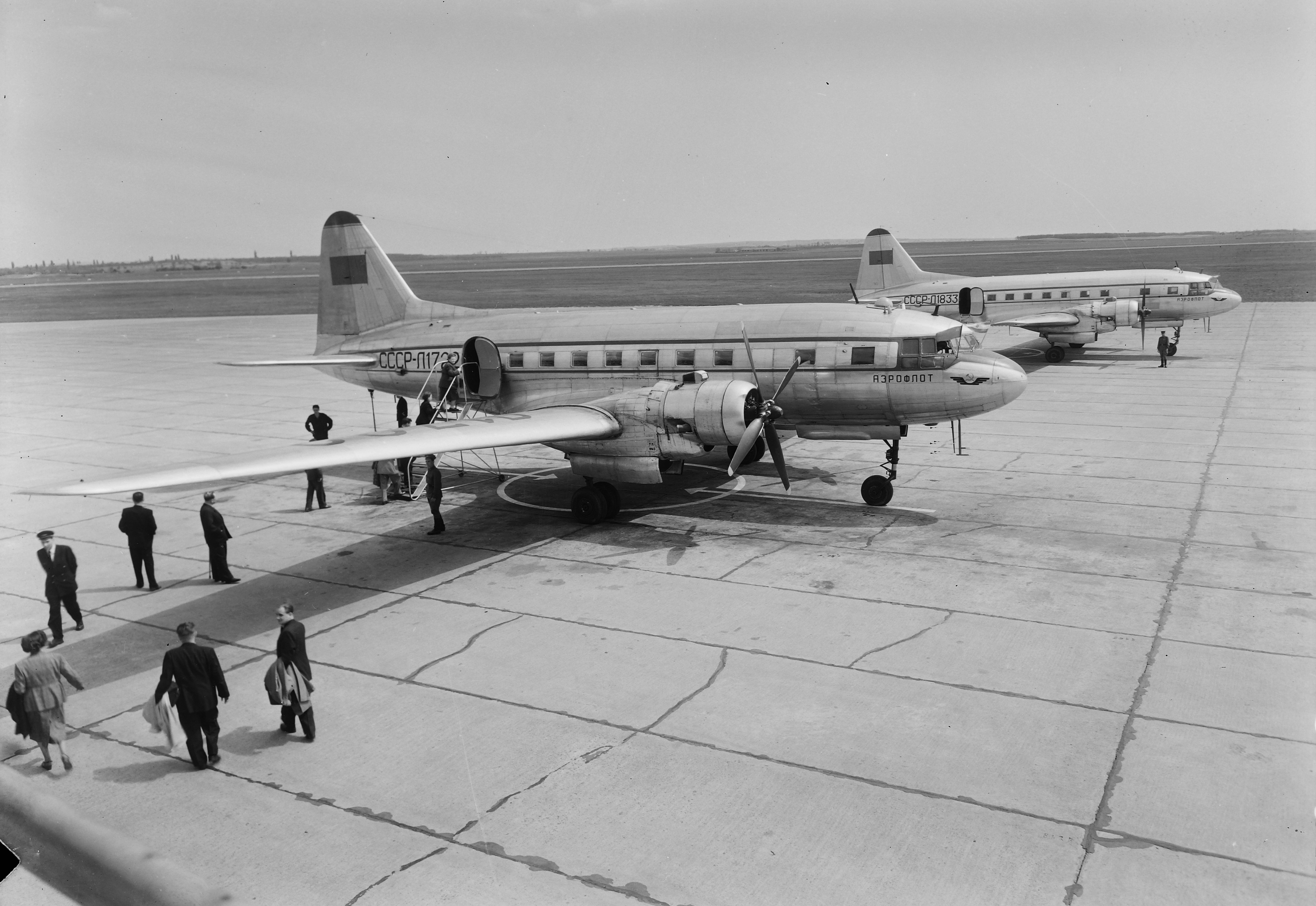
Ил-12П предприятия «Аэрофлот»

Авиационные происшествия и инциденты, включая угоны, произошедшие с воздушными судами Главного управления гражданского воздушного флота при Совете министров СССР («Аэрофлот») в 1951 году.
В этом году крупнейшая катастрофа с воздушными судами предприятия «Аэрофлот» произошла 17 ноября близ Новосибирска, когда самолёт Ил-12П после взлёта из-за наличия на поверхностях льда перешёл в сваливание и упал на землю, в результате чего погибли 23 человека (подробнее…).

## Список
Отмечены происшествия и инциденты, когда воздушное судно было восстановлено.
| Дата                  | Место                                                       | ВС          | Бортовой номер | Управление                                                                         | Жертв | Описание | И      |
| --------------------- | ----------------------------------------------------------- | ----------- | -------------- | ---------------------------------------------------------------------------------- | ----- | --- | ------ |
| 9 января 1951 года    | Чёрное море, 1,5—2 км от Туапсе                             | Ил-12П      | Л1811          | 1-я ОАГ                                                                            | 8/8   | Был поражён ударом молнии, вызвавшего взрыв топливного бака и разрушение самолёта | [ 1 ]  |
| 9 января 1951 года    | 1,3 км от Казани                                            | Ли-2        | Л4359          | Западно-Сибирское                                                                  | 6/6   | При заходе на посадку в условиях обледенения врезался в неосвещённую мачту ШВРС с отделением правого крыла и упал на поле                                                                    | [ 2 ]  |
| 10 января 1951 года   | Шоссейная, Ленинград                                        | Ил-12П      | Л1366          | Северное                                                                           | 0/7   | При заходе на посадку опустился под глиссаду и врезался в землю до ВПП | [ 3 ]  |
| 28 января 1951 года   | Кустанай                                                    | Ли-2        | Л4715          | Казахское                                                                          | 0/?   | При заходе на посадку из-за ошибки в пилотировании потерял скорость и упал на землю | [ 4 ]  |
| 31 января 1951 года   | мыс Лазарева                                                | Як-12       | Ж142           | Желдорпроект ГУЛЖДС МВД СССР                                                       | 1/4   | В самовольном полёте при заходе на посадку врезался в телефонные провода | [ 5 ]  |
| 5 февраля 1951 года   | близ Корсакова                                              | Ли-2        | Л4673          | Дальневосточное                                                                    | 0/?   | При выполнении ледовой разведки был ошибочно обстрелян истребителями советской ПВО | [ 6 ]  |
| 9 февраля 1951 года   | Ташкент                                                     | Ли-2        | Л4821          | Узбекское                                                                          | 0/4   | После взлёта перешёл в сваливание и упал на землю из-за намерзания на руле высоты грязи с аэродрома                                                                                          | [ 7 ]  |
| 13 марта 1951 года    | 2 км от Кольцова, Свердловск                                | Ил-12П      | Л1319          | Западно-Сибирское                                                                  | 0/18+ | При заходе на посадку из-за ошибки в пилотировании обледенелый самолёт потерял скорость и врезался в землю до ВПП                                                                            | [ 8 ]  |
| 25 марта 1951 года    | 30 км В Иркутска, 4 км С Искры                              | Ли-2        | Л4790          | Восточно-Сибирское                                                                 | 12/13 | При полёте через метель в условиях болтанки под безопасной высотой и отклонившись с маршрута попал в нисходящий поток и врезался в деревья на сопке                                          | [ 9 ]  |
| 25 марта 1951 года    | ЯНАО, близ Салехарда                                        | Ли-2        | Л4477          | Уральское                                                                          | 0/?   | При заходе на посадку опустился под глиссаду и врезался в землю | [ 10 ] |
| 28 марта 1951 года    | близ Риги                                                   | Ли-2        | Л4198          | Латвийский ОАО                                                                     | 0/?   | В тренировочном полёте при заходе на посадку в дождь опустился под глиссаду и стойками шасси врезался в речной берег                                                                         | [ 11 ] |
| 29 марта 1951 года    | близ Внукова, Москва                                        | Ил-12П      | Л1313          | 1-я ОАГ                                                                            | 3/8   | При заходе на посадку из-за неисправного радиокомпаса отклонился от трассы и врезался в радиомачты                                                                                           | [ 12 ] |
| 8 апреля 1951 года    | Витим, 18 км СЗ Мамы                                        | Ли-2Т       | Л4467          | Восточно-Сибирское                                                                 | 8/8   | При заходе на посадку отклонился от трассы, попав в сильную метель над долиной реки; выйдя из-под контроля экипажа упал на землю.                                                            | [ 13 ] |
| 19 апреля 1951 года   | Чукотский АО, 50 км В Танюрера                              | По-2Л       | Л1697          | Дальневосточное                                                                    | 1/1   | Упал на землю после дезориентации пилота в условиях белой мглы | [ 14 ] |
| 21 апреля 1951 года   | Кызыл—Абакан                                                | Ан-2Т       | А2597          | Дальневосточное                                                                    | 4/4   | Пропал без вести (вероятно, разбился в горах при полёте через снегопад и был засыпал камнепадом)                                                                                             | [ 15 ] |
| 20 мая 1951 года      | Олонешты, Олонештский район                                 | По-2Л       | Л1143          | Молдавский ОАО                                                                     | 2/2   | По неустановленным причинам вышел из-под контроля (вероятно, турбулентность, либо ослепление пилота вытекающим бензином) и упал на землю                                                     | [ 16 ] |
| 25 мая 1951 года      | Чат, 270 км З Ашхабада                                      | По-2Л       | К1457          | Туркменское                                                                        | 3/3   | При повторном заходе для осмотра посадочной площадки в ходе разворота потерял скорость и сорвался в штопор                                                                                   | [ 17 ] |
| 3 июня 1951 года      | Наумиестистский район, совхоз Шапалай                       | По-2А       | А2039          | Литовский ОАО                                                                      | 2/2   | Из-за воздушного хулиганства (выполнение фигур пилотажа) пьяного пилота потерял скорость и сорвался в штопор                                                                                 | [ 18 ] |
| 13 июня 1951 года     | Старополтавский район, 2 км С Шмыглина                      | По-2        | Ш2299          | Краснокутское ЛУ ГВФ                                                               | 2/2   | При заходе на посадку по неустановленной причине разрушился в воздухе | [ 19 ] |
| 16 июня 1951 года     | 45 км ЮЗ Омсукчана                                          | Ан-2Т       | Х986           | Авиаотряд Дальстроя                                                                | 0/8   | Уклонившись от маршрута, направился через перевал; вынужденная посадка на горном склоне для избежания столкновения с горой                                                                   | [ 20 ] |
| 9 июля 1951 года      | Онега                                                       | По-2Л       | Х481           | Северное                                                                           | 1/1   | Зацепил телеграфный столб при самовольном полёте на малой высоте; пилот было сильно пьян | [ 21 ] |
| 17 июля 1951 года     | Ярикта, Баргузинский аймак                                  | По-2        | Ш1947          | Восточно-Сибирское                                                                 | 2/2   | При полёте на малой высоте над посёлком уклоняясь от столкновения с препятствиями потерял скорость и упал на землю; пилот был пьян                                                           | [ 22 ] |
| 10 августа 1951 года  | Петерфельд, 22 км СЗ Петропавловска                         | A-20K-10-DO | Ф330           | Новосибирский АФО Новосибирского АГП                                               | 5/5   | Упал на землю после пожара на борту (вероятно, из-за курения экипажа) | [ 23 ] |
| 12 августа 1951 года  | Вилюйск                                                     | Ли-2        | Л4314          | Якутское                                                                           | 2/16  | После взлёта самопроизвольно зафлюгировался левый воздушный винт, а после возврата в аэропорт при уходе на второй круг отказал правый двигатель. Перейдя в сваливание, самолёт упал на землю | [ 24 ] |
| 20 августа 1951 года  | Лена, близ устья Джарджана                                  | Ан-2Т       | Н566           | Полярной авиации                                                                   | 1/4   | После взлёта с застопоренными элеронами перешёл в сваливание и резался в реку | [ 25 ] |
| 23 августа 1951 года  | Северо-Байкальский район, близ северной оконечности Байкала | Ан-2Т       | Г324           | Министерство геологии СССР, Аэрологическая экспедиция Иркутского геологоуправления | 6/6   | Пропал без вести над долиной реки Ушихта; пилот был пьян. По некоторым данным, самолёт нашли через два года.                                                                                 | [ 26 ] |
| 23 августа 1951 года  | близ Канаша                                                 | Ли-2        | Л1271          | Московское                                                                         | 0/?   | Разбился при вынужденной посадке после потери экипажем ориентировки и истощения топлива | [ 27 ] |
| 7 сентября 1951 года  | Киево-Святошинский район, близ Горбовичей                   | Ан-2        | А2583          | 2-я ОУАЭ                                                                           | 5/5   | В тренировочном полёте разрушился в воздухе от перегрузок после выпуска верхних закрылков (конструкционный дефект)                                                                           | [ 28 ] |
| 18 сентября 1951 года | Эвенкийский АО, близ Тукалана                               | Ан-2Т       | Н565           | Полярной авиации                                                                   | 0/2   | При взлёте с площадки с мягким грунтом зарылся колёсами шасси в землю и перевернулся | [ 29 ] |
| 1 октября 1951 года   | Красноярский край, 25 км С Серкова                          | Ли-2        | Л4775          | Красноярское                                                                       | 6/15  | При полёте под безопасной высотой уклоняясь от столкновения с сопкой врезался хвостом в деревья, затем потерял скорость и перейдя в сваливание упал на землю                                 | [ 30 ] |
| 6 октября 1951 года   | Хор-Тайга, Сут-Хольский район                               | Ан-2Т       | Г389           | Министерство геологии СССР, 1-й аэросъёмочный отряд ВАГТ                           | 2/5   | В ходе аэросъёмки зацепил вершину горы и упал на склон | [ 31 ] |
| 11 октября 1951 года  | 18 км Ю Богдановича                                         | Ли-2        | Л4416          | Уральское                                                                          | 1/10  | Разбился при вынужденной посадке на болото после потери экипажем ориентировки и истощения топлива                                                                                            | [ 32 ] |
| 28 октября 1951 года  | Катангский район, 12 км Ю Ербогачёна                        | По-2        | Г283           | Министерство геологии СССР, Аэрологическая экспедиция Иркутского геологоуправления | 1/2   | Столкновение с деревьями на возвышенности при полёте под безопасной высотой; пилот был пьян                                                                                                  | [ 33 ] |
| 30 октября 1951 года  | Северная Двина, близ Архангельска                           | Ли-2        |                | Северное                                                                           | 0/?   | При заходе на посадку из-за истощения топлива остановились оба двигателя; вынужденное приводнение на реку                                                                                    | [ 34 ] |
| 14 ноября 1951 года   | Николаевск-на-Амуре                                         | Ил-12П      | Л1360          | Северное                                                                           | 0/19  | Упал после взлёта из-за обледенения и ошибок в пилотировании | [ 35 ] |
| 17 ноября 1951 года   | близ Новосибирска                                           | Ил-12П      | Л1775          | 1-я ОАГ                                                                            | 23/23 | После взлёта из-за обледенения перешёл в сваливание и упал на землю (подробнее…) | [ 36 ] |
| 24 ноября 1951 года   | близ Жулян, Киев                                            | ТС-62       |                | Украинское                                                                         | 0/?   | При заходе на посадку из-за ошибок в пилотировании потерял скорость и упал на землю до ВПП                                                                                                   | [ 37 ] |
| 30 ноября 1951 года   | 50 км В Киева                                               | Ли-2        |                | Белорусское                                                                        | 0/?   | В полёте произошла утечка масла в правом двигателе, из-за чего зафлюгировался правый воздушный винт; вынужденная посадка на местности                                                        | [ 38 ] |
| 27 декабря 1951 года  | близ Намцов                                                 | Ли-2        | Л4228          | Якутское                                                                           | 20/20 | В полёте из-за истощения топлива остановились оба двигателя; при вынужденной посадке на местности из-за ошибок в пилотировании потерял скорость и упал на землю                              | [ 39 ] |